# کریستین الدر
کریستین الدر (انگلیسی: Christian Alder؛ زادهٔ ۳ سپتامبر ۱۹۷۸) بازیکن فوتبال اهل آلمان است.
از باشگاه‌هایی که در آن بازی کرده‌است می‌توان به باشگاه فوتبال آگسبورگ، باشگاه فوتبال وی‌اف‌آر آلن، باشگاه فوتبال آنورتوسیس فاماگوستا، باشگاه فوتبال یان رگنسبورگ، باشگاه فوتبال آرمینیا بیله‌فلد، باشگاه فوتبال روت وایس اهلن، باشگاه فوتبال اوردینگن ۰۵، و باشگاه فوتبال اسنابروک اشاره کرد.